# 東みよし町立西庄小学校
東みよし町立西庄小学校（ひがしみよしちょうりつ にししょうしょうがっこう）は、かつて徳島県三好郡東みよし町西庄字平にあった公立小学校。
2010年（平成22年）3月31日に休校となる。

## 沿革
- 1877年（明治10年）12月 - 西庄山小学校として創立。（高知県管轄[1]、のちに徳島県管轄）
- 1959年（昭和34年） - 町村合併のため三加茂町となり三加茂町立西庄小学校となる。
- 2006年（平成18年） - 町村合併のため東みよし町となり東みよし町立西庄小学校となる。
- 2010年（平成22年）3月31日 - 休校。

## 進学先中学校
- 東みよし町立三加茂中学校

## 交通
- JR四国徳島線三加茂駅より約5.2km